# سایمون گیلیس
سایمون گیلیس (انگلیسی: Simon Gillis؛ ۶ آوریل ۱۸۷۵ – ۱۴ ژانویه ۱۹۶۴) پرتابگر چکش اهل ایالات متحده آمریکا بود.
وی در بازی‌های المپیک تابستانی ۱۹۰۸ و بازی‌های المپیک تابستانی ۱۹۱۲ شرکت کرده است.